# Cerovica (Stanari)

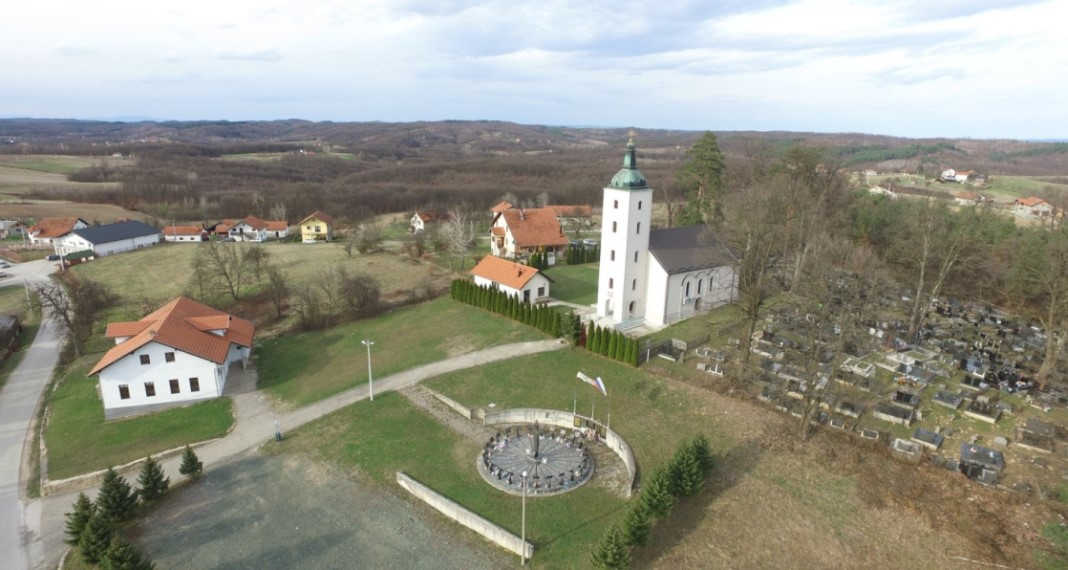
Cerovica Serbisch-orthodoxe Kirche Hl. Petar und Pavle

Cerovica (serbisch-kyrillisch Церовица) ist ein  Dorf  der Gemeinde Stanari im Nordosten von Bosnien und Herzegowina. Es befindet sich in der Entität der Republika Srpska (RS). Laut der letzten Volkszählung in Bosnien und Herzegowina von 2013, leben heute etwa 1120 Einwohner in Cerovica. Im Jahre 1981 waren es noch 1858 Einwohner auf diesem Gebiet.

## Volkszählungen
| 1961 | 1971 | 1981 | 1991 | 2013 |
| ---- | ---- | ---- | ---- | ---- |
| 1476 | 1527 | 1858 | 1701 | 1120 |

## Bevölkerung
Bei der Volkszählung 1991 hatte das Dorf Cerovica insgesamt 1701 Einwohner.
- Serben: 1682 (98,88 %)
- Kroaten: 6 (0,35 %)
- Bosniaken: 1 (0,06 %)
- Jugoslawen: 6 (0,35 %)
- Andere: 6 (0,35 %)

## Überblick
Cerovica ist ein Dorf, welches zu der Gemeinde Stanari gehört. Es befindet sich zwischen der Eisenbahnstrecke Doboj – Banja Luka und der Fernstraße Doboj – Jelah – Prnjavor. Das Dorf wurde nach den dichten Zerreiche-Wäldern der näheren Umgebung benannt. Am Rande des Ortes Cerovica befindet sich auf einem Hügel im Ortsteil Gojakovac eine Serbisch-Orthodoxe Kirche. Diese ist den Heiligen Apostelfürsten Petrus und Paulus gewidmet.
Cerovica liegt auf 300 m Höhe, im Tal von Doboj, zwischen dem linken Zufluss der Bosna und dem rechten Zufluss der Usora.

## Klima
Das Gebiet der Ortschaft liegt in der Zone des gemäßigten kontinentalen Klimas, mit mäßig kalten Wintern (die Durchschnittstemperatur im Januar liegt bei −0,7 °C) und einem mäßig warmen Sommer (die Durchschnittstemperatur im Juli liegt bei 30,9 °C). Die durchschnittliche Anzahl der Sonnenstunden beträgt insgesamt 1570 h. Der durchschnittliche jährliche Niederschlag beträgt etwa 950 mm und ist gleichmäßig über das ganze Jahr verteilt.

## Verkehr
Im Tal von Cerovica verläuft die Fernstraße R474, welche die Städte Doboj (über Jelah) mit Prnjavor und Banja Luka verbindet.